# Eukoebelea spinitarsus
Eukoebelea spinitarsus är en stekelart som först beskrevs av Mayr 1906.  Eukoebelea spinitarsus ingår i släktet Eukoebelea och familjen fikonsteklar. Inga underarter finns listade i Catalogue of Life.